# Vliegende Hollanders: Sterren van de Schans
Vliegende Hollanders: Sterren van de Schans was een Nederlands televisieprogramma van SBS6, waarin bekende Nederlanders schansspringen. Het eerste seizoen is in februari en maart 2013 uitgezonden. Het programma bestaat uit drie afleveringen en is niet rechtstreeks uitgezonden. Het programma is gepresenteerd door Gerard Joling en Tess Milne. Uiteindelijk won Chimène van Oosterhout.

## Deelnemers
| Deelnemer              | Beroep/hoedanigheid          | Aflevering 1         | Aflevering 2         | Finale              |
| ---------------------- | ---------------------------- | -------------------- | -------------------- | ------------------- |
| Chimène van Oosterhout | Presentatrice                | Finale               |                      | Winnaar             |
| Koert-Jan de Bruijn    | Acteur en presentator        |                      | Finale               | Tweede plaats       |
| Keizer                 | Rapper                       | Finale               |                      | Derde plaats        |
| Geert Hoes             | Presentator                  |                      | Finale               | Vierde plaats       |
| Jody Bernal            | Zanger                       | Finale               |                      | Geëlimineerd finale |
| Robin Zijlstra         | Acteur en zanger             |                      | Finale               | Geëlimineerd finale |
| Ingrid Jansen          | Presentatrice en danseres    |                      | Finale               | Geëlimineerd finale |
| Bibi Breijman          | Oh Oh Cherso-deelneemster    | Finale               |                      | Geëlimineerd finale |
| Lange Frans            | Rapper                       |                      | Gesprongen           | Geëlimineerd afl. 2 |
| Robert Schoemacher     | Arts                         |                      | Gesprongen           | Geëlimineerd afl. 2 |
| Shary-An               | Zangeres                     |                      | Deed maar één sprong | Geëlimineerd afl. 2 |
| Dean Saunders          | Zanger                       |                      | Niet gesprongen      | Geëlimineerd afl. 2 |
| Emile Ratelband        | Positiviteitsgoeroe          |                      | Niet gesprongen      | Geëlimineerd afl. 2 |
| Nicolas Liébart        | Man van Debby Pfaff          | Gesprongen           |                      | Geëlimineerd afl. 1 |
| Kelly van der Veer     | Oud-Big Brother-deelneemster | Deed maar één sprong |                      | Geëlimineerd afl. 1 |
| John de Wolf           | Oud-voetballer               | Niet gesprongen      |                      | Geëlimineerd afl. 1 |
| Mari van de Ven        | Visagist en haarstylist      | Niet gesprongen      |                      | Geëlimineerd afl. 1 |
| Sita Vermeulen         | Zangeres                     | Niet gesprongen      |                      | Geëlimineerd afl. 1 |

Legenda:
 Kandidaat sprong van de schans.
 Kandidaat is door naar de finale.
 Kandidaat heeft niet gesprongen

## Kijkcijfers
| Aflevering   | Datum            | Kijkcijfers | Marktaandeel | Plek in top 25 |
| ------------ | ---------------- | ----------- | ------------ | -------------- |
| Aflevering 1 | 23 februari 2013 | 1.095.000   | 15,1%        | 10             |
| Aflevering 2 | 1 maart 2013     | 601.000     | 8,5%         | 25             |
| Aflevering 3 | 8 maart 2013     | 562.000     | 7,9%         | >25            |